# Microrregión de Mogi-Mirim
La microrregión de Mogi Mirim es una de las microrregiones del estado brasileño de São Paulo perteneciente a la mesorregión Campinas. Su población, según el Censo IBGE en 2010, es de 382.560 habitantes y está dividida en siete municipios. Posee un área total de 2.345,143 km².

## Municipios
- Artur Nogueira
- Engenheiro Coelho
- Estiva Gerbi
- Itapira
- Mogi Guaçu
- Mogi Mirim
- Santo Antônio de Posse